# Episodi de Il mammo (seconda stagione)
La seconda stagione della sitcom Il mammo è stata trasmessa il sabato alle ore 13:40, ed eccezionalmente nei giorni festivi lunedì 26 dicembre 2005 e venerdì 6 gennaio 2006.
| nº | Titolo episodio                 | Prima TV Italia  |
| -- | ------------------------------- | ---------------- |
| 1  | Trappole                        | 24 dicembre 2005 |
| 2  | Papà in affitto                 | 26 dicembre 2005 |
| 3  | Ferdinando                      | 31 dicembre 2005 |
| 4  | Figli delle foglie              | 6 gennaio 2006   |
| 5  | Neanche per sogno               | 7 gennaio 2006   |
| 6  | Cos'è un bacio                  | 14 gennaio 2006  |
| 7  | Maledetto Stanislavsky          | 21 gennaio 2006  |
| 8  | L'amico è                       | 28 gennaio 2006  |
| 9  | Parasilvano                     | 4 febbraio 2006  |
| 10 | Non è tutto oro                 | 11 febbraio 2006 |
| 11 | Una vita condizionata           | 18 febbraio 2006 |
| 12 | La doppia vita di Silvano       | 25 febbraio 2006 |
| 13 | Sangue blu                      | 4 marzo 2006     |
| 14 | Le ragazze degli altri          | 11 marzo 2006    |
| 15 | Il lotto alle otto e ventotto   | 18 marzo 2006    |
| 16 | Doctor Giada e misses Hyde      | 25 marzo 2006    |
| 17 | Perché tutti quei versi         | 1º aprile 2006   |
| 18 | Anche le stelle lavano i piatti | 8 aprile 2006    |
| 19 | Spia                            | 15 aprile 2006   |
| 20 | Ti ho fatto la festa!           | 22 aprile 2006   |